# Jürg Nänni
Jürg Nänni (* 9. Mai 1942 in Herisau, Kanton Appenzell Ausserrhoden; † 28. Januar 2019 in Penestanan, Bali) war ein Schweizer Physiker, Künstler und Lehrer. Er entwickelte als Künstler der konkreten Kunst Farb-Anagramme und wurde bekannt durch seine Theorie der visuellen Wahrnehmung.

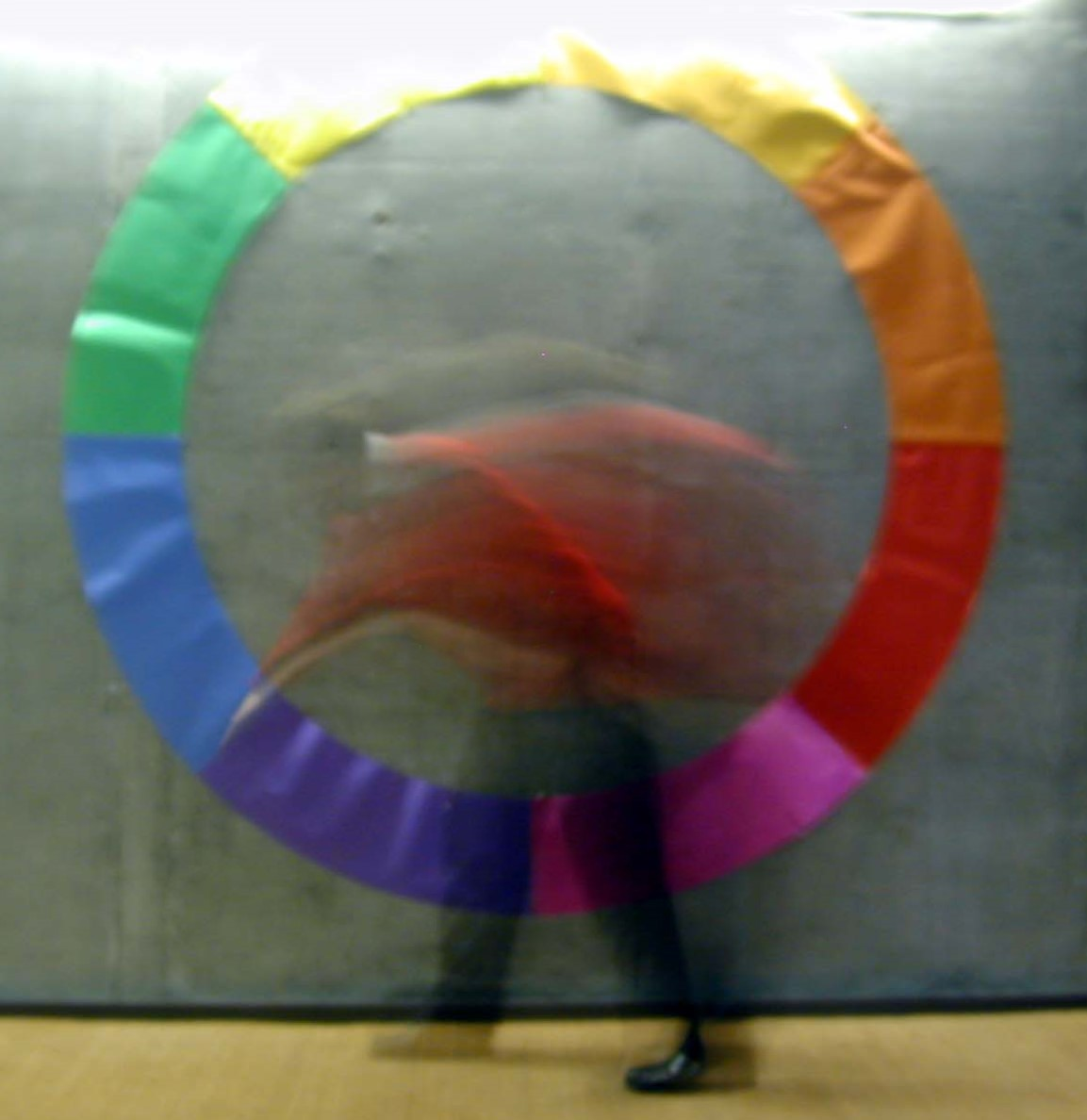
Jürg Nänni: Farbkonzept Heliosstrasse, Zürich (2001)

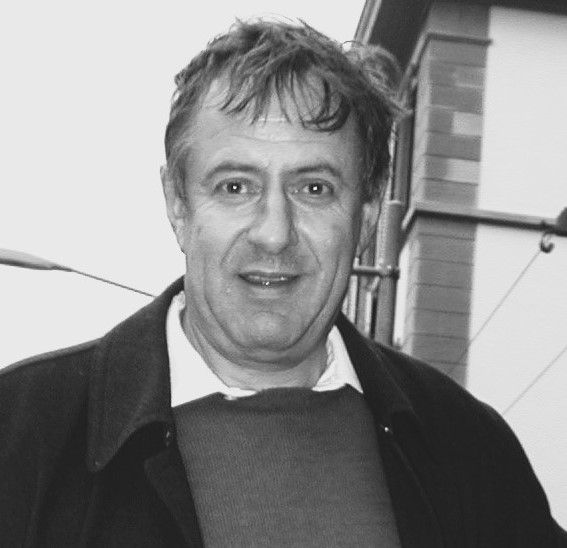
Jürg Nänni (2001)

## Leben
Jürg Nänni entstammte einer Musikerfamilie, wuchs in Herisau  auf. Er studierte an der ETH Zürich Physik am Lehrstuhl für Mechanik. 1971 promovierte er mit der Dissertation über das Eulersche Knickproblem zum Doktor der technischen Wissenschaften. Darauf war er Assistent am Lehrstuhl für Mechanik von Hans Ziegler. Er dozierte zehn Jahre an der ETH Zürich, anschliessend lehrte er bis 2014 Jahre an der Abteilung Architektur in Brugg-Windisch bis zu deren Auflösung. 1999 gründete er dort zusammen mit Peter Bosshard, Hans Knuchel und Walter Schmidli «blelb», ein Labor zwischen Kunst und Technik. Eines seiner Ziele war die Entwicklung von Bildexperimenten, beispielsweise für die Früherkennung von Alzheimer.
Nänni war ab 1979 Dozent an der HTL Brugg-Windisch, heute Hochschule für Technik FHNW. Er unterrichtete Studierende der Architektur und des Bauingenieurwesens in Bauphysik und Mathematik. In dieser Zeit entstanden Forschungsarbeiten zum thermischen Verhalten der Gebäude. Bekannt wurden die Ergebnisse der Entwicklung von zwei- und dreidimensionalen Rechenprogrammen zur Simulation thermischer Verluste von Gebäuden.
Nänni entwickelte ab 1980 zunächst allein, ab 1990 zuerst in Zusammenarbeit mit dem Dozenten und Bildingenieur Hans Knuchel, ab 1999 auch zusammen mit dem Gestalter Peter Bosshard und dem Informatiker Walter Schmidli als Forschungsprojekt an der FHNW im Labor «blelb» ein eigenständiges gestalterisches Werk der konkreten Kunst. Er interessierte sich früh für die wissenschaftlichen Publikationen über die Gestalttheorie und die Wahrnehmungspsychologie des Italieners Gaetano Kanizsa und des Engländers Nicholas J. Wade. Und er las alles über Farben und Mathematik in der Kunst, was in der Bibliothek greifbar und im Buchhandel erhältlich war.
Nänni emeritierte von der FHNW 2014 und arbeitete allein an verschiedenen gestalterischen Werken weiter. Er starb 2019 nach einem längeren, krankheitsbedingten Aufenthalt in Bali.

## Schaffen
Nänni baute ab 1980 ein umfangreiches und vielfältiges gestalterisches Werk auf, das sich in Richtung konkrete Kunst entwickelte. Er experimentierte mit mathematischen Simulationen zur Bild- und Farbdefinition. Im Vordergrund stand die systematische Untersuchung der Interaktion der Grundfarben Blau, Gelb und Rot sowie von Schwarz und Weiss. Der Bezold-Effekt erklärt die Veränderung der Wahrnehmung von Farben durch die Nachbarschaft mit anderen Farben. Nänni beschrieb in seinen Werken die visuelle Wahrnehmung vom Auge ins Hirn und benannte einige bekannte und neue visuelle Phänomene: Kippbilder und Figur-Grundproblematik, Schein und Sein der Farben, Bildstörungen in repetitiven Strukturen, Winkeltäuschungen, Scheinkanten, Neon-Effekt, Tiefenwahrnehmung, Halbbilder mit Überlagerungen durch halbdurchlässige Spiegel etc.
Ganze Bilderserien, teilweise in Zusammenarbeit mit Hans Knuchel, entstanden zwischen 1990 und 2000, die in den Publikationen Blau.Gelb.Rot. 1991, Seesaw 1994, …aber brich dir ja kein bein… 1997 und in verschiedenen Ausstellungen gezeigt wurden. Die Publikationen von Knuchel und Nänni über visuelle Phänomene bei Primärfarben und in 3-dimensionaler Betrachtung erschienen ab 1991 bei Lars Müller und im Niggli-Verlag. Nänni nutzte, unterstützt von Walter Schmidli, eine Reihe von neuen Software Tools für Vektorgraphiken und programmierte komplexe Bildvariationen meist in quadratischer Form. Auf ein Meter grossen Aluminiumplatten aufgezogen präsentierte er die Werke in verschiedenen Ausstellungen in der Schweiz. Er verwendete auch Zelluläre Automaten, die eine Bildfläche mit nur einem Eingangsbefehl vollständig abdecken. Bei einigen Werken zeigte er in seinen Publikationen die initiale Zellgruppe als didaktische Erläuterung zu ihrer Entstehung, resp. er legte die unterliegende mathematische Regel für den Aufbau des Bildes offen. Im Buch von 1997 spielt er mit schwarz-weissen Gittern, die ein Bild im Moiré-Effekt mit komplexen Wellen erzeugen.
Als Opus Magnum von Jürg Nänni erschien 2008 das Werk Visuelle Wahrnehmung, wo er neben den physiologischen Voraussetzungen für die Wahrnehmung im Auge und der Bildverarbeitung im Hirn auch eine Reihe von Experimenten aus dem Fundus seiner Werke zeigte, in denen die Betrachter ihre Wirkung überprüfen können. Er hat auch mit verschiedenen Phänomenen der sog. optischen Täuschung experimentiert.
Ein Schwerpunkt der Periode 1990–2000 waren streng geometrische Werke mit Quadrat und Kreis, die der konkreten Kunst zugeordnet werden. In späteren Bildzyklen zwischen 2000 und 2014 nutzte er auch andere, abgetönte Farben und untersuchte freiere, komplexe Bildgeometrien und Kompositionen. Seine Bilder entstanden nie nach einem naturalistischen Vorbild. Ihre künstlerische Qualität liegt in der rein abstrakten Form- und Farbkomposition.
Nänni schuf verschiedene Werke in Kunst am Bau, z. B. Bezirksgebäude Zürich, 1999, Fassade der Firma Ribag in Safenwil 2009, Fassade der Lagerhäuser Schafisheim 2012.
Für die grosse Ausstellung im Lichthof des Hallerbaus (Gebäude 1) der Fachhochschule Nordwestschweiz (FHNW) in Brugg-Windisch schuf Nänni 1996 (bei einigen Werken auch in Zusammenarbeit mit Hans Knuchel) 32 grossformatige Bilder mit Themen wie Anagramme, Schuss und Kette (vertikale und horizontale Überschneidung), Neon-Effekt, Pointillismus und Farbgleiter. Für die spätere Dauerausstellung an der FHNW Brugg-Windisch (Hallerbau und Neubau Gebäude 5) schuf Nänni im Jahr 2007 noch weitere Werke mit teilweise freieren Bild- und Farbdarstellungen.
Weitere Werke von Jürg Nänni sind dauerhaft in folgenden öffentlichen Bauten zugänglich: BWZ Brugg, Bezirksgebäude Zürich, Psychiatrische Universitätsklinik Burghölzli in Zürich. 
Roman Signer realisierte verschiedene Werke im In- und Ausland in Zusammenarbeit mit Jürg Nänni als technischem Berater. Nänni definierte dabei in verschiedenen Signer-Werken unter anderem die elektromagnetischen Phänomene und plante Experimente mit Blitzen.
Das umfangreiche und vielfältige Werk von Jürg Nänni umfasst im Inventar [JNI] V3a von 2023 über 1000 Bilder (im April 2025 sind bereits 1400 Werke erfasst). Die Werke sowie Kunst am Bau, Publikationen, blelb-spots und die Studienblätter sind im Jürg-Nänni-Inventar [JNI] aufgelistet und abgebildet.

## Werke
- Das Eulersche Knickproblem unter Berücksichtigung der Querkräfte. Verlag Birkhäuser, Basel 1971.
- mit Conrad U. Brunner: Wärmebrückenkatalog 1: Neubaudetails. Verlag SIA, Dokumentation 99, Zürich 1985.
- mit Hans Knuchel: Blau. Gelb. Rot. Farb-Anagramme – Blue. Yellow. Red. Color Anagrams. Verlag/Publications Lars Müller, Ennetbaden 1991, ISBN 3-906700-41-0.
- mit Hans Knuchel: Seesaw. Dieses Buch ist eine Schaukel. Verlag Lars Müller, Baden 1994, ISBN 3-906700-73-9.
- … aber brich dir ja kein bein … Eigenverlag, Umiken 1997.
- Visuelle Wahrnehmung, eine interaktive Entdeckungsreise durch unser Sehsystem – Visual Perception, an interactive journey of discovery through our visual system. Verlag Niggli, Sulgen/Zürich 2008, ISBN 978-3-7212-0618-0.